# Parc naturel de l'île de Dole
Le Parc naturel de l'île de Dole (en letton: Doles salas dabas parks) est un parc naturel en Lettonie situé en Vidzeme dans la municipalité de Salaspils. 
Le site s'étend sur 10,44km2 et occupe la plus grande partie de l'île de Dole, une île fluviale située dans le cours inférieur de la Daugava. Aujourd'hui, l'île de Dole est devenue une péninsule reliée à la rive gauche de la Daugava par un barrage en remblai et à droite par le barrage de la Centrale hydroélectrique de Riga. La majeure partie de l'île est occupée par une plaine plate et légèrement ondulée avec une hauteur absolue de 5 à 10 m au - dessus du niveau de la mer .
Le territoire comprend un affleurement de dolomite et abrite des espèces végétales protégées ainsi que des espèces d'oiseaux rares et protégées qui y nichent.
Il appartient au réseau Natura 2000 qui rassemble des sites naturels ou semi-naturels de l'Union européenne ayant une grande valeur patrimoniale.